# Antoine Konan
Antoine Konan est un homme politique ivoirien du PDCI-RDA. En 1990, il est élu maire de Bouaké et il devient ainsi le 3e maire de l'histoire de la ville en succédant à Michel Konan Blédou. 5 ans plus tard, Denis Konan Konan est élu pour le remplacer.